# Domanivka
Domanivka (en ukrainien : Доманівка, Domanivka ; en russe : Доманёвка, Domaniovka) est une commune urbaine de l'oblast de Mykolaïv, en Ukraine. Elle compte 5 849 habitants en 2021.

## Histoire
Au cours de la Seconde, de décembre 1941 à février 1942, 18 000 Juifs sont assassinés sur places lors d'exécutions de masse. Elles sont perpétrées par  les gendarmes roumains, les allemands locaux et les membres de milices ukrainiennes.